# Homosexualidad en la Biblia

Las menciones de la homosexualidad en la Biblia han influido en la consideración que se ha tenido acerca de la homosexualidad a lo largo de la historia de las sociedades donde ha arraigado la tradición cristiana. No obstante, la existencia de algunas referencias sobre el tema, provenientes de diversas épocas, redacción y lenguajes sobre prácticas sexuales eran entendidas de distinta manera a la visión moderna de la sexualidad. 

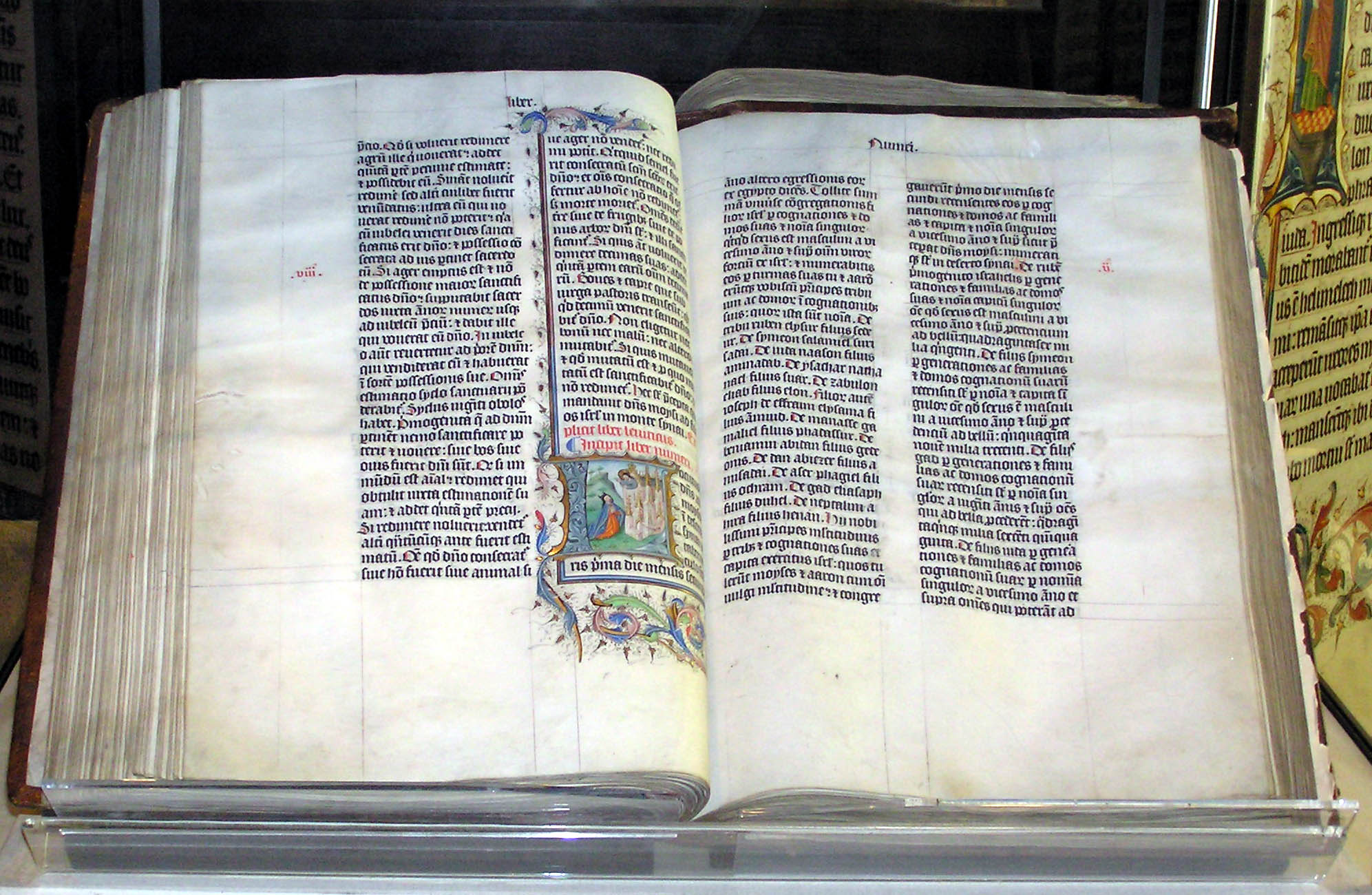
Copia medieval de la Biblia.

## Pasajes del Antiguo Testamento
La Biblia Hebrea (denominada Tanaj por los judíos y Antiguo Testamento por la mayoría de los cristianos) es considerada por muchos como inspirada por Dios. Los Judíos ortodoxos y conservadores consideran sus leyes y halajás como normas que se deben cumplir sin dudar de su veracidad; el judaísmo reformista y el reconstruccionista, en contraste, admiten el valor de la tradición y preceptos del Talmud pero solamente en forma limitada, pues afirman que ni el código mosaico ni el Talmud son autoridades absolutas, y que muchas de sus estipulaciones sólo eran válidas para la antigüedad.
Para la mayoría del cristianismo se ha reconocido siempre la autoridad de muchos de los mandatos éticos del Nuevo Testamento. Por ejemplo, en el artículo 7 de los Treinta y nueve de la Iglesia de Inglaterra se dice que los cristianos todavía están ligados a sus mandamientos morales, aunque no a los ceremoniales, rituales o civiles.
Hay autores que consideran las referencias directas a las prácticas homosexuales en la Biblia relativamente escasas y por demás ambiguas. Aunque la interpretación tradicional de que uno de los pecados que causó la destrucción de las ciudades de Sodoma y Gomorra, relatado en el Génesis, fue la práctica de la homosexualidad, en el texto no se especifica, y ha habido mucha controversia en tiempos modernos sobre esta interpretación, basándose principalmente en aspectos lingüísticos. La Biblia hebrea usa la palabra kadeshah para prostituta. El significado de su forma masculina kadesh o qadesh, que es el término que se usa en este pasaje del Génesis, no está del todo claro.
La literatura judía, por ejemplo, ha rechazado por largo tiempo esta interpretación común de la historia de Sodoma. Los primeros comentaristas rabínicos identificaron el pecado de Sodoma con su arrogancia y desdén por los pobres; los sabios del Talmud babilónico asociaron Sodoma con los pecados de soberbia, envidia, crueldad hacia los huérfanos, robo, asesinato y perversión de la justicia, y la demanda de que Lot entregue a sus huéspedes para que los "conozcan" es vista más como odio a los extraños y explotación del débil que como un exceso sexual; por último, los escritores midráshicos representaron Sodoma y las ciudades circundantes como arrogantes, satisfechas de sí mismas, destruidas por sus pecados de codicia e indiferencia hacia los pobres.
Por otro lado, el relato de la amistad entre David y Jonatán del Libro de Samuel interpretado por las corrientes religiosas mayoritarias como una relación platónica, es interpretado por algunos autores como una relación de naturaleza sexual.

### Levítico 18 y 20

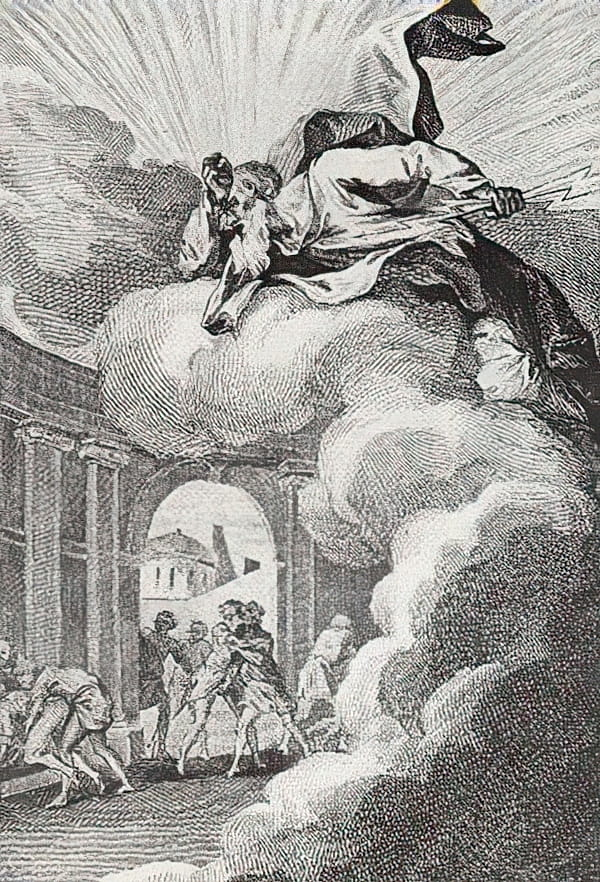
Habitantes de Sodoma provocando la ira divina. François Elluin (1781).

Los capítulos 18 y 20 del Levítico contiene los siguientes versículos:

"No te acostarás con un hombre como si te acostaras con una mujer." (Levítico 18:22)

"Si alguien se acuesta con un hombre como si se acostara con una mujer, se condenará a muerte a los dos, y serán responsables de su propia muerte, pues cometieron un acto infame." (Levítico 20:13)

Tradicionalmente los dos versículos han sido interpretados como una prohibición total de las prácticas homosexuales.

## Pasajes del Nuevo Testamento

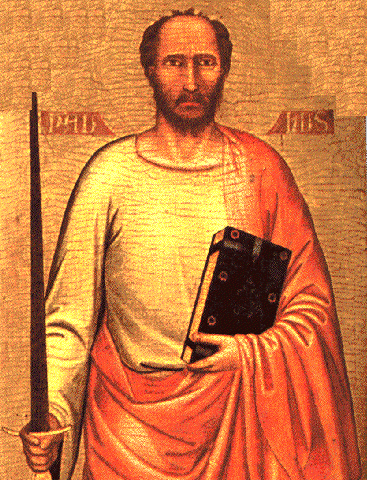
Representación de Pablo de Tarso.

### Romanos 1, 26-27
En la epístola a los romanos, 1:26-27, Pablo de Tarso escribe:

Por eso, Dios los ha abandonado a pasiones vergonzosas. Incluso sus mujeres han cambiado las relaciones naturales por las que van contra naturaleza; y, de la misma manera, los hombres han dejado sus relaciones naturales con la mujer y arden en malos deseos los unos por los otros. Hombres con hombres cometen actos vergonzosos y sufren en su propio cuerpo el castigo de su perversión. Estos serán castigados como Reyes por el resto de la eternidad

Estos versículos se han descrito como «La referencia bíblica más importante respecto al debate de la homosexualidad». Además es la única referencia bíblica al lesbianismo, aunque algunos han argumentado que sólo prohíbe la homosexualidad masculina. Tradicionalmente ha sido la base de la condena de todas las prácticas homosexuales por ser la referencia más explícita e inequívoca.
Sin embargo, otros sostienen que dicha referencia hacia los romanos tiene un significado lógico sin estar condenando la homosexualidad e interpretan que allí se utiliza la palabra "dejado" en el sentido de que los hombres heterosexuales dejaron su gusto natural por las mujeres y las cambiaron por hombres, que tomaron para satisfacer su propio placer. Otros sostienen que «dejado sus relaciones naturales» no quiere decir que tuviesen preferencia heterosexual, sino simplemente que tenían la naturaleza del varón o de la mujer, según el caso, que los preordenaba a ese uso natural (el heterosexual) del sexo. En ese sentido, al decir que “dejaron” de seguir tales relaciones, se estaría indicando que los hombres en general habrían abandonado las relaciones heterosexuales, que debían mantener por su misma naturaleza de hombres, y se fueron a mantener relaciones homosexuales.

### 1 Corintios 6; 1 Timoteo 1
En la primera epístola a los corintios, 6: 9-10, Pablo dice:

 ¿No sabéis que los injustos no heredarán el reino de Dios? No erréis; ni los fornicarios, ni los idólatras, ni los adúlteros, ni hombres que tienen para propósitos contranaturales, ni hombres que acuestan con hombres, ni los ladrones, ni los avaros, ni los borrachos, ni los maldicientes, ni los estafadores, heredarán el reino de Dios.  

Este versículo también es objeto de controversia por motivos lingüísticos. La palabra traducida como «afeminados y homosexuales» durante siglos ha representado un desafío para los traductores e intérpretes y ha sido traducida de diversas maneras como «los que abusan de sí mismos con otros hombres» (KJV), «sodomitas» (YLT), o «los hombres que practican la homosexualidad». El término original ἀρσενοκοίτης (arsenokoitēs), del griego ἄῤῥην / ἄρσην (arrhēn / arsēn) «macho» y κοίτην (koitēn) «cama, con connotación sexual»; es un término muy inusual, y que no se había usado anteriormente para referirse a la homosexualidad porque en la cultura griega se usaba la palabra androkoitēs. El uso por Pablo de esta palabra es su primer registro y sólo vuelve a aparecer en la Biblia en la 1 Timoteo 1:9-10. Es probable que el término ἀρσενοκοίτης (arsenokoitēs) haya sido tomado de la lectura de la Septuaginta (LXX) del Levítico 20:13, donde aparecen ambas raíces de las formas griegas (ἄῤῥην / ἄρσην [arrhēn / arsēn] y κοίτην [koitēn]).
En el 35 el filósofo Filón utiliza la palabra arsenokoitēs en un escrito refiriéndose a la prostitución sagrada, mientras que la literatura cristiana posterior usa la palabra variablemente referida a la prostitución, el incesto, la violación, sin un significado único claro. Por ejemplo, en un tratado sobre pecados sexuales atribuido al patriarca Juan IV de Constantinopla, en un párrafo que trata sobre el sexo con coacción y no reproductivo, aparece el término en una frase que tendría que traducirse como «De hecho, muchos hombres cometen el pecado de homosexualidad con sus mujeres». Por ello el significado del término arsenokoitēs permanece oscuro y ambiguo. Sin embargo, ha de tenerse en cuenta que la referencia que pudiera tener el patriarca Juan IV de Constantinopla del término ἀρσενοκοίτης (arsenokoitēs) diferiría mucho de la que San Pablo pudiera tener, a la hora de escribir su carta, pues entre ambos escritos existen más de 500 años de diferencia.

### Judas 1, 7-8
En la epístola de Judas, 1:7-8, se dice:
"como Sodoma y Gomorra y las ciudades vecinas, las cuales de la misma manera que aquellos, habiendo fornicado e ido en pos de vicios contra naturaleza, fueron puestas por ejemplo, sufriendo el castigo del fuego eterno, sirven de ejemplo. Igualmente éstos, a pesar de todo, alucinados en sus delirios, manchan la carne, desprecian al Señorío e injurian a las Glorias."
Este pasaje ha sido muy comúnmente empleado por las principales iglesias cristianas (Católica, Ortodoxa y protestante) para sostener que uno de los pecados de Sodoma y Gomorra que les llevó a recibir su castigo fueron las prácticas homosexuales. Según algunos intérpretes, lo de “ir tras una carne diferente” (ἀπελθοῦσαι ὀπίσω σαρκὸς ἑτέρας) se refiere a cuando los habitantes de dichas ciudades se fueron tras los ángeles (quienes habían tomado forma de varones humanos) que acompañaban a Lot, y habían por tanto pretendido mantener relaciones homosexuales con ellos.